# (8618) Sethjacobson
(8618) Sethjacobson est un astéroïde de la ceinture principale.

## Description
(8618) Sethjacobson est un astéroïde de la ceinture principale. Il fut découvert le 28 février 1981 à Siding Spring par Schelte J. Bus. Il présente une orbite caractérisée par un demi-grand axe de 3,20 UA, une excentricité de 0,02 et une inclinaison de 7,1° par rapport à l'écliptique.

## Compléments